# Dietmar Zacharias
Dietmar Zacharias (* 1959) ist ein deutscher Biologe und Professor für Angewandte und Ökologische Botanik an der Hochschule Bremen.

## Arbeit

### Forschung
Zacharias’ Forschungs- und Entwicklungsvorhaben befasst sich mit der pflanzlichen Biodiversität, der Ökologie ausgewählter Arten und Vegetationstypen, der nachhaltigen Landnutzung, dem Management von Landschaftsbestandteilen sowie dem Bereich der Umweltbildung.

### Lehre
Zacharias lehrt Angewandte und Ökologische Botanik an der Hochschule Bremen, was vor allem die Bereiche Grundlagen der Botanik, Geobotanik, Vegetationsökologie, Nutzung von Pflanzen, Botanik und Umweltbildung umfasst.